# سد إليسو
سد إليسو هو سد اصطناعي تركي ضخم افتتح في شباط فبراير 2018 و بُدِأَ في ملء خزانه المائي في 1 حزيران يونيو 2018. أقيم السد على نهر دجلة بالقرب من قرية إليسو وعلى طول الحدود من محافظة ماردين وشرناق في تركيا. وهو واحد من 22 سد ضمن مشروع جنوب شرق الأناضول والذي يهدف لتوليد الطاقة الهيدروليكية والتحكم في الفيضانات وتخزين المياه، وعند اكتماله، سيوفر السد طاقة مقدارها 1.200 متر مكعب وستكون سعته 10.4 بليون م3، وقد بدأ إنشاء السد في عام 2006 وكان يفترض أن يكتمل في 2014. كجزء من المشروع، سيتم إنشاء سد جزرة [الإنجليزية] على مجرى النهر بقصد الري والطاقة، وللسد آثار لأنه سيغرق حصن كيفا القديم وسيتطلب إخلاء السكان المقمين في المنطقة، ولهذه الأسباب، فقد السد التمويل الدولي في 2008.

## التصميم
سد إليسو يمتد بارتفاع 135 م وعرض 1.820 م وسيصل حجمه إلى 43.900.000 م³. و بعرض 15 م عند القمة وعرض 610 م عند القاعدة. سيكون المسيل المائي للسد على ضفته اليمنى والذي سيتم التحكم به عن طريق ثمان بوابات نصف قطرية ثم سيصب المسيل في أربع مزالق قبل أن تصل المياه إلى بركة الخزان. محطة الطاقة الكهربائية الملحقة بالسد ستكون على البر وستحتوي على مولدات عنفة فرنسيس بقدرة 6 x 200 م.و. لتوليد طاقة سنوية متوقع أن تصل إلى 3.833 كيلو واط في الساعة وضغط السائل بإجمالي 122.6 م. ستكون سعة الخزان 10.400.000.000 م³، 7.460.000.000 م³ منها ستكون مخزون نشط و2.950.000.000 م³ سيكون مخزون غير نشط (ميت). الارتفاع الطبيعي للسد مقداره 525 قوق سطح البحر، مساحة سطح الخزان ستغطي 313 م².

## خلفية
أجريت دراسة على السد في 1954 وفي 1997 أضيفت إلى الخطة الوطنية، وفي 5 أغسطس 2006 تم وضع حجر الأساس للسد وبدء الإنشاء الأولي.

### قضايا التمويل
لتجنب التضخم والانعكاسات الاقتصادية الأخرى، عادة ما سعت الحكومة التركية للمساعدة الخارجية من أجل تمويل مشروع سد إليسو. إلا أن الضغط من جماعات البيئة وحقوق الإنسان أعاق هذا المسعى. في 2000، خفضت الحكومة البريطانية مبلغ تمويل السد إلى 236 مليون دولار. قبل مراسم الافتتاح في 2006، في حين وافقت وكالات ائتمان الصادرات الألمانية، السويسرية والنمساوية على تمويل المشروع بمبلغ 610 مليون دولار. وفي ديسمبر 2008، علقت شركات أوروپية تمويل السد ومنحت تركيا فترة 180 يوم للامتثال لأكثر من 150 معيار دولين وفي يونيو 2009، بعد فشل الالتزام بالمعايير، قطعت الشركات الأوروپية رسمياً تمويل مشروع سد إليسو، وبعد فترة قصيرة من إعلان فقدان التمويل، صرح وزير البيئة والغابات التركي فيسيل إيروغلو «دعوني أخبركم بشيء، محطات الطاقة هذه سيتم بناؤها. لن يوقفنا أحد. هذا هو قرار الدولة والحكومة». كذلك تعهد رئيس الوزراء التركي رجب طيب أردوغان بتنفيذ المشروع وزعم كذلك أن تركيا ستستخدم التمويل الداخلي أو تمويل خارجي آخر. أعلنت تركيا أن الانشاءات ستبدأ مرة أخرى في يوليو 2009. وفي فبراير 2010 أعلن أن القروض قد مُنحت وأن المشروع سيستمر. في 15 يوليو 2010، ألغت شركة أندريتز هيدرو [الإنجليزية] تعليقاً مؤقتاً على توريد أجزاء توريد المشروع وأعلنت أنها ستورد 6 توربينات فرانسيس بقدرة 200 ميجا واط لمحطة الطاقة.

## الإنشاء
كجزء من الإنشاءات المبكرة والمستمرة، سيتم مد وتمهيد طرق بطول 52 كم، وسيقام جسر مؤقت بطول 110 م فوق موقع السد عكس تجاه مجرى النهر، وسيكون مدعم ب30 مقطع أنبوبي صلب، بالإضافة إلى ذلك، سينشئ جسر صلب دائم طوله 250 م ومدعم بالخرسانة في اتجاه مجرى النهر. تجرى حالياً بناء قرى إليسو وكوچتپه الجديدة وكذلك إجلاء لمناطق أساسية في حصن كيفا. بدأت الحفريات في الجسم الرئيسي للسد في مايو 2011 ووضعت الأحمال الأولى في يناير 2012. بدأ تحويل مسار نهر دجلة في مراسم أقيمت في 29 أغسطس 2012. في أبريل 2013 اكتمل 55% من المشروع. واعتباراً من أبريل 2014 اكتمل 60٪ من المشروع، ومن المتوقع أن يتم الانتهاء منه في عام 2015.

## جدل

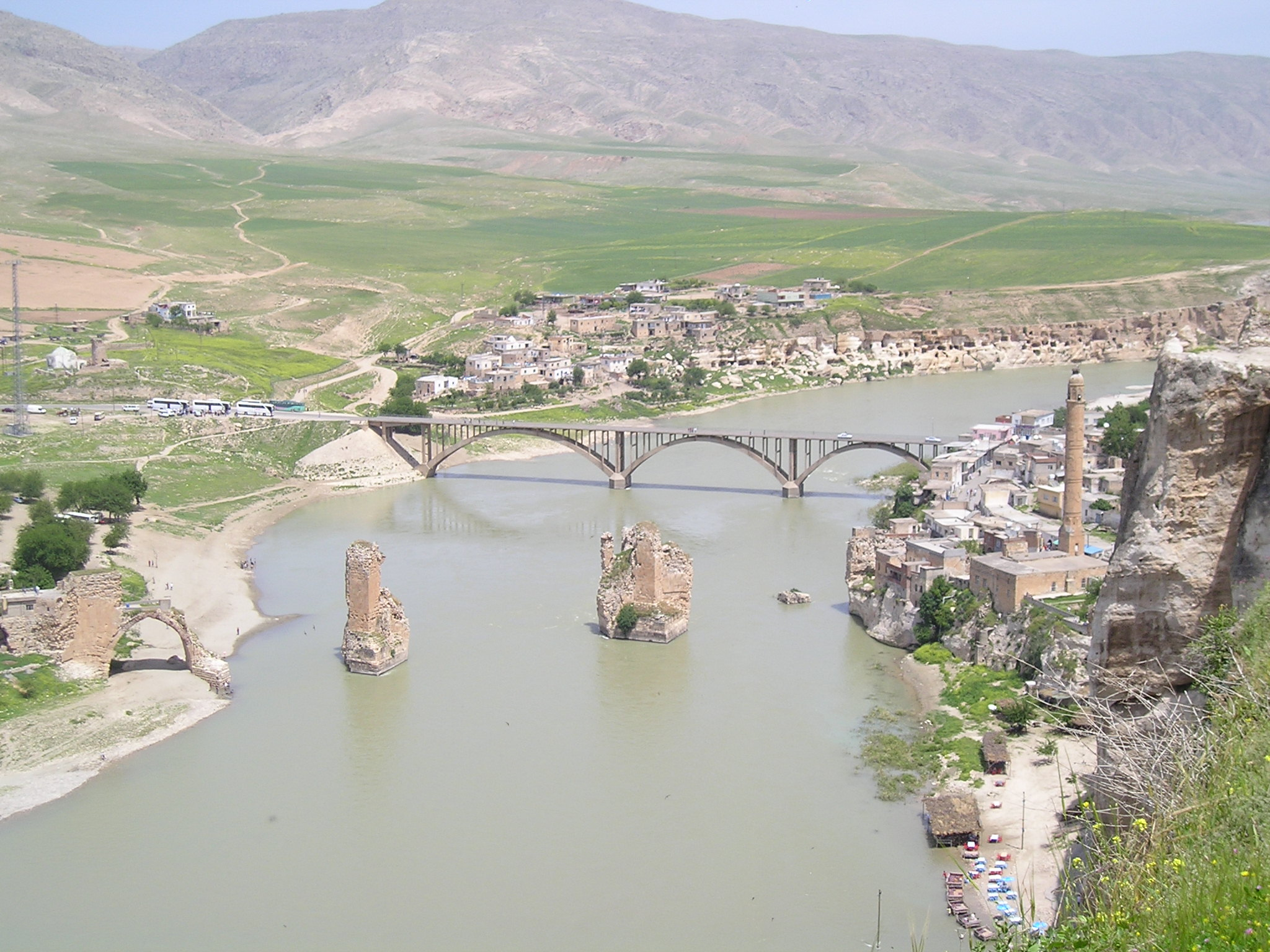
حصن كيفا

وفقا لمشروع حقوق الإنسان الكردي [الإنجليزية] فعند الانتهاء من سد إليسو سيتسبب في فيضانات في مدينة حصن كيفا القديمة والتي عمرها أكثر من 10,000 سنة وستتأثر حوالي 185 منطقة (القرى والنجوع) كلياً أو جزئياً من جراء الفيضانات. وستشمل عملية إعادة التوطين القسرية 55,000-65,000 شخص (40000 تقديرات وثيقة حكومية تركية). بيانات التعداد ليست متاحة بعد.
بدلاً من ذلك، قال رجب طيب أردوغان، في حفل وضع حجر الاساس : «إن الخطوة التي نتخذها اليوم يدل على أن الجنوب الشرقي لم يعد إهمال وهذا السد يحقق مكاسب كبيرة للسكان المحليين.» تأمل أنقرة أن السد - جزء من خطة طويلة الأجل لتطوير المنطقة الفقيرة والتي تسكنه أغلبية كردية - سيخلق ما يصل إلى 10,000 وظيفة وسيساعد على ري الأراضي الزراعية وجذب السياح. وقد وعدت الحكومة لتعويض السكان المحليين الذين سيفقدون منازلهم وسيتم نقل جميع القطع الأثرية الثمينة قبل اكتمال السد في عام 2015.